# Sveti Mihael premaga Satana (Rafael)
Sveti Mihael premaga Satana je slika italijanskega renesančnega umetnika Rafaela. Podobo sestavlja nadangel Mihael, ki z desno nogo stoji na Satanovem hrbtu. ta in slika Sveti Mihael in zmaj sta od leta 1667 v pariškem Louvru. Sliko je naročil papež Leon X.
Ta slika ima simboličen pomen v krščanski veri, saj simbolizira zmago Boga nad zlom. Rafael je imel dar za ustvarjanje podob, ki so priklicale božanskost na subtilen način, in je bil znan po tem, da je spreten pri ustvarjanju prostora v svojih kompozicijah in gibanju, ujetem v mirovanju. Tehnike, ki jih je uporabljal Rafael, je na Academie royale de peinture et de sculpture sprejel Charles Le Brun kot temelj francoskega klasicizma. Rafael kot umetnik je bil znan po tem, da je vztrajal tudi proti papežem in kardinalom. Ker je imel očeta, ki je bil tudi umetnik, je imel prednost pri krmarjenju na umetniškem področju.

## Zgodovina
Rafael je prvič obiskal temo nadangela Mihaela po naročilu Guidobalda da Montefeltra, vojvode Urbinskega. Miniatura je bila dokončana leta 1504 ali 1505 na zadnji strani igralne deske. Naročilo naj bi izrazila hvaležnost Ludviku XII. Francoskemu za podelitev reda svetega Mihaela Francescu Marii I. della Rovereju, Guidobaldovemu nečaku in dediču. Nekaj več kot desetletje po dokončanju malega sv. Mihaela je bilo Rafaelu naročeno, da ponovno preuči temo, v kateri je za papeža Leona X. naslikal sv. Mihaela, ki premaga Satana. Drugi viri navajajo, da je bila slika prvotno darilo Francu I. Do leta 1667 je sliko v Louvre postavil kralj Ludvik XIV. V preteklosti so se pojavila vprašanja o tem, ali je sliko dejansko naredil Rafael ali pa je ta del ustvaril njegov vajenec Giulio Romano. Za Rafaela je bilo netipično, da uporablja barvo na tak način. Česanja oranžne, rumene in zlate za ustvarjanje kovinskega zaključka običajno ni bilo mogoče najti na njegovih slikah. Črno črnilo je bilo vključeno tudi za zatemnitev slike in dodajanje učinka dima. To sliko lahko povežemo z zbrano skupino elitnih ljudi v Franciji, znanih kot red svetega Mihaela. Uporabljena je bila kot ikonična podoba za predstavitev moči znotraj francoske vlade.

## Slog
Na sliki je nadangel Mihael, ko je mlajši sredi skalnate pokrajine. Michael z eno nogo stoji na vrhu hudiča, medtem ko dvigne sulico, da bi ga udaril v glavo. Njegova krila so upodobljena odprta, medtem ko so hudičeva zaprta, kar pomeni poraz. Idealne figure, ki bi jih ustvaril, so bile narejene tako, da ne bi preglasile podobe, ampak z milino in zadržanostjo. Avtor George B. Rose trdi: »Čeprav barva ni bila njegovo strokovno znanje, jo je Rafael vedno uporabljal ustrezno. Njegova uporaba linij je bila mojstrska in je imela dekorativno lastnost. Rafael je bil zelo spreten pri upodabljanju prostora skozi svoje kompozicije in ni bilo vedno vezano na oddaljeno ozadje. Ne glede na ustvarjeni občutek za vesolje je imel Rafael sposobnost postaviti nasproti prostranost narave s človekovo oblastjo nad njo. Človek je vedno dominanten in zemlja je podrejena človekovi volji.« Tukaj je človek prikazan kot gospodar skozi podobo Rafaela, Satan pa je podrejeno bitje. Veliko teh slogovnih lastnosti je na Rafaela prenesel njegov učitelj in mojster Pietro Perugino. Če primerjamo slike z Leonardom da Vincijem, je očitno, da je Rafaela navdihnila njegova tehnika ustvarjanja dejanja, ki je ustavljeno v času. Način, na katerega je Rafaelovo telo upodobljeno z dvignjeno roko in nogo, postavljeno na Satanov hrbet, daje občutek gibanja. Oko sledi linijam telesa od konice sulice proti glavi kače. Spretno si prilasti tudi slog, v katerem bi Michelangelo upodobil moški akt. Ena posebna tehnika, po kateri je znan Michelangelo in ki jo najdemo v večini Rafaelove umetnosti, je zvita poza, kot je prikazana tukaj. Rafael je imel privilegij dostopa do del Leonarda in Michelangela zaradi dejstva, da so mnoga njuna umetniška dela naročili firenški meceni. Po študiju v Firencah je Rafael imel priložnost uporabiti te vire v svojo korist.

## Sprejem
Rafaelovo slikarstvo je bilo izbrano za osrednjo temo prvega predavanja Charlesa Le Bruna na Academie royale de peinture et de sculpture leta 1667. Med predavanjem je primerjal muskulaturo svetega Mihaela s skulpturami Apolona. Charles je tudi opazil, da položaj telesa svetega Mihaela kaže na gibanje, čeprav je slika zamrznjena. V nasprotju s tem dejanjem je izraz obraza angela zelo miren in zbran. To je sklicevanje na oblast, ki jo imajo nebesa nad peklom. Ta spoznanja, ki jih je profesor naredil iz te slike, so bila nato uporabljena kot gradniki francoskega klasicizma, zlasti na Academie royale de peinture et de sculpture. Trije koncepti, ki jih je Charles vzel iz Rafaelove slike, vključujejo: monotono barvno shemo, da ostanejo stvari povezane znotraj kompozicije, glavni koncept, ki je preprost, in pozicioniranje človeške oblike na nek način, da se ustvari iluzija gibanja. Ti so bili ključni za razumevanje francoskega klasicizma v tem časovnem obdobju.

## Obnova
Rafaelov sodobnik, Sebastiano iz Benetk, je pisal Michelangelu julija leta, ko je bila slika dokončana, in se pritoževal nad barvo dela, kar namiguje, da je bila figura videti dimljena ali izdelana iz železa zaradi pretiranega kontrasta med obema stranema. To je morda bila roka Giulia Romana, ki je po besedah umetnostnega zgodovinarja Eugèna Müntza prekomerno uporabil črno na težji način, da bi »dobil močnejši učinek«. Da bi rešili težave z barvanjem, je sliko med letoma 1537–1540 obnovil Francesco Primaticcio. Po nadaljnji obnovi leta 1685 so jo leta 1753 iz prvotnega lesa prenesli na platno.